# Коронацията на Дева Мария от Чита ди Кастело
„Коронацията на Дева Мария от Чита ди Кастело“ (на италиански: Incoronazione della Vergine di Città di Castello) е картина на италианския ренесансов художник Доменико Гирландайо, нарисувана през 1486 г. и изложена в галерията „Пинакотека комунале“ в Чита ди Кастело.

## История
Олтарната картина е нарисувана във Флоренция в работилницата на Гирландайо през 1486 г. и след това е поставена във францисканската църква „Санта Чечилия“ в Чита ди Кастело. Смята се, в по-голямата част от картината е дело на помощниците на художника, като само общия план и някои от детайлите са изпълнени лично от Доменико Гирландайо. През 1876 г. картината става част от колекцията на Пинакотека комунале.

## Описание
Сцената на Коронацията на Дева Мария е пресъздадена в два регистъра, съгласно схемата, въведена от Пиетро Перуджино. В горната част на картината, между концентрични кръгове, които символизират небесата на Рая, Исус увенчава с корона Дева Мария, която е тържествено коленичила малко по-ниско и със скръстени ръце. Те са заобиколени от ангели, херувими и серафими, свирещи на музикални инструменти. В долната част на картината, между пламъците на Светия Дух, които се разпространяват, е поредица от светци. От ляво надясно са изобразени св. Франциск от Асизи, св. Йоан Богослов (или св.ап. Павел), св. Бернардино от Сиена, св. Луи Тулузки, св. Йероним Блажени и св. Антоний от Падуа. В центъра са изобразени коленичили четири женски фигури: св. Елисавета Унгарска, Мария Магдалена, св. Екатерина Александрийска и св. Клара от Асизи.